# 蔡旭
蔡旭（1911年5月12日—1985年12月15日），男，江苏武进人，中国农学家，中国科学院院士，中国小麦杂交育种的开拓者。

## 生平
蔡旭于1934年毕业于国立中央大学农学院农艺系。后留校任教，在农学家金善宝指导下从事小麦育种研究。1939年起任成都四川农业改进所技士、技正。1945年前往美国明尼苏达大学、康奈尔大学等校进修。
次年返国后任教于北京大学农学院。1952年院系调整后出任北京农业大学教授，曾任育种教研组主任、农学系系主任、研究生院副院长、副校长等职。1980年当选中国科学院生物学部学部委员（院士）。
1985年12月15日在北京逝世。

## 学术贡献
蔡旭首先在中国倡导利用细胞质雄性不育，开展小麦杂种优势利用。

## 社会兼职
曾任中国农业科学院作物所副所长、中国农学会常务理事、中国作物协会副理事长、北京市科协副主席、全国人大代表等职。

## 科学原则
1958年6月，对于报上所载的小麦亩产3530斤的记录，蔡旭明确表示“我尚有怀疑”。面对来自“代表农民”的劳模和高层领导康生的压力，他昂然不屈，因此被校党委树为全校三大“思想落后反动”教授之一，但始终未肯附庸高产吹牛。